# بادي ماغواير (لاعب كرة قدم)
بادي ماغواير (بالإنجليزية: Paddy McGuire)‏ هو لاعب كرة قدم بريطاني (وحمل سابقاً جنسية المملكة المتحدة لبريطانيا العظمى وأيرلندا) في مركز الظهير، ولد في 1889 في مانشستر في المملكة المتحدة، وتوفي في 1916 في سوم في فرنسا. لعب مع أشتون يونايتد وغريمسبي تاون ومانشستر سيتي ومانشستر يونايتد.